# Laaglandgronfolo
De laaglandgronfolo (Qualea coerulea) is een boomsoort. De boom kan meer dan 45 meter hoog worden met een stam die erg breed kan worden en met grote plankwortels.
Het verspreidingsgebied omvat Brazilië en de Guiana's.
In een studie van bosfragmenten in de stedelijke agglomeratie van Belém, Brazilië in 2012 werden 759 soorten bomen geïdentificeerd. Daarvan waren er acht die op De Braziliaanse Rode Lijst stonden. De laaglandgronfolo was daar een van.
In Brazilië komt de soort alleen in het noorden, in de staten Amapá, Maranhão en Pará voor. Op het eiland Marajó wordt de boom vooral bedreigd door de grote buffelkuddes die er gehouden worden.